# Elena Julve Pérez
Elena Julve Pérez (Santa Coloma de Gramanet, Barcelonès, 8 de desembre de 2000) és una futbolista catalana.
Davantera, començà a practicar l'atletisme a l'Unió Colomenca d'Atletisme. Als dotze anys, practicà el futbol al Club Deportiu Arrabal-Calaf i posteriorment, es formà al Club Esportiu Sant Gabriel i al Reial Club Deportiu Espanyol. Amb el primer equip del club blanc-i-blau jugà debutà a la Lliga femenina i hi jugà durant quatre temporades. L'estiu de 2021 fitxà pel Futbol Club Levante Las Planas de la Segona Divisió, amb el qual aconseguí l'ascens a la Divisió d'Honor la temporada 2021-22. Ha competit a la Queens League amb l'equip de Jijantas FC. Internacional amb la selecció espanyola en categories de formació, es proclamà campiona d'Europa sub-19 (2018).